# Katlenburger Kellerei
Die Katlenburger Kellerei (Eigenschreibweise: KATLENBURGER Kellerei) ist ein seit 1925 bestehendes Familienunternehmen aus dem südniedersächsischen Katlenburg. Die Kellerei stellt Fruchtweine, Honigweine und Fruchtweinmischgetränke her.

## Geschichte
1925 gründete Willy Demuth im südniedersächsischen Katlenburg einen Fruchtsaftbetrieb, der die von den familieneigenen Obstplantagen stammenden Früchte verwertete. Da die Apfelsäfte bei der Lagerung oft gärten, begann Demuth Weine und Schaumweine aus Früchten herzustellen, ab 1927 auch schäumenden Erdbeerwein. Fast vierzig Jahre war „Erdbeer-Sekt“ nach eigenen Angaben des Unternehmens ausschließlich ein Katlenburger Erzeugnis. Mittlerweile ist die Bezeichnung „Sekt“ für Frucht-Perlweine verboten, das Getränk heißt nun „Erdbeer-Perlwein“.
Auf Anregung der Ehefrau Demuths – einer jungen Ärztin – produzierte das Unternehmen Catlenburger Clostertrunk aus Weißdornbeeren, der angeblich medizinisch wirksam sein soll und den Angaben des Unternehmens zufolge auch von Lazaretten genutzt wurde. Somit bestand der Betrieb in der Zeit des Nationalsozialismus weiter.
Mitte der 1960er Jahre übernahm Günter Demuth das Unternehmen und vergrößerte die Abfüllkapazitäten. Die Anlagen wurden nun technisch gesteuert und überwacht. Es wurden leichtere Weine mit weniger Alkoholgehalt produziert. Mit der Modernisierung der Produktion begann der Betrieb mit der Abfüllung von Cocktails aus seinen eigenen Fruchtweinen.
Nach der Wiedervereinigung Deutschlands verdoppelte sich der Absatz an Produkten.
1984 starb Gründer Willy Demuth. 1992 trat sein Enkel Klaus Demuth in das Familienunternehmen ein. Der Weinkeller wurde erweitert und saniert. Mechanische Füllmaschinen wurden gegen elektronisch arbeitende Anlagen ausgetauscht, es werden fast 200.000 Flaschen täglich abgefüllt.
Seit 2021 ist neben Klaus Demuth auch die Urenkelin des Gründers, Alexandra Demuth, als erste weibliche Geschäftsführerin im Unternehmen tätig.
Seit 2024 führt sie das Unternehmen als alleinige Geschäftsführerin.

## Produkte
Das Unternehmen bietet neben den Fruchtweinen und Fruchtweinmischgetränken auch klassische Fruchtglühweine und Bowlen sowie Fruchtweincocktails an.
Seit über 50 Jahren bewertet die DLG (Deutschen Landwirtschafts-Gesellschaft) die Produkte der Katlenburger Kellerei mit Bestnoten. Neun Mal in Folge erhielt sie die höchste Qualitätsauszeichnung der Branche, den Bundesehrenpreis – mehrfach in Gold –, verliehen vom Bundesministerium für Verbraucherschutz, Ernährung und Landwirtschaft.

## Abbildungen

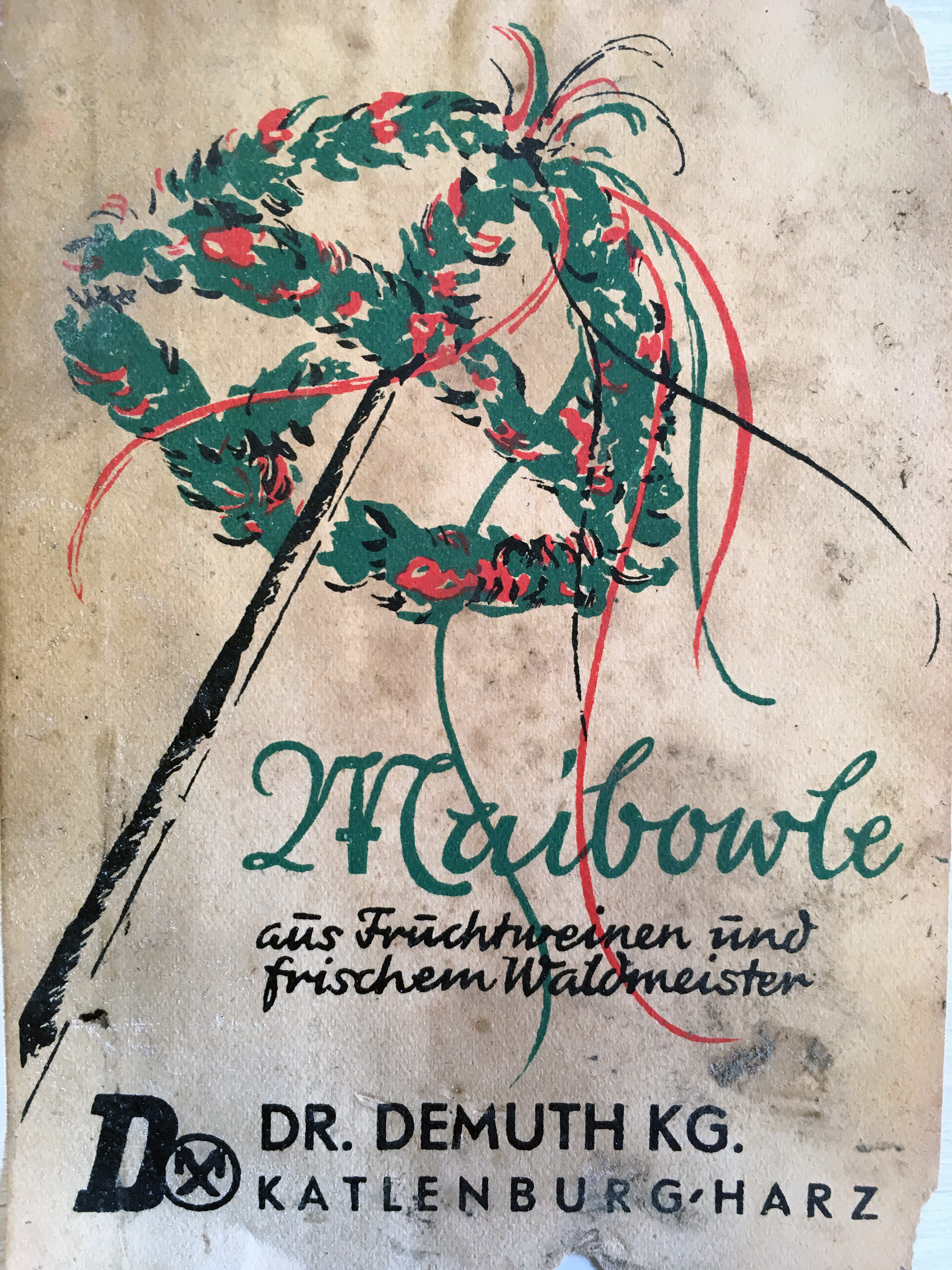
Etikett der Katlenburger Maibowle aus den 1950er Jahren.
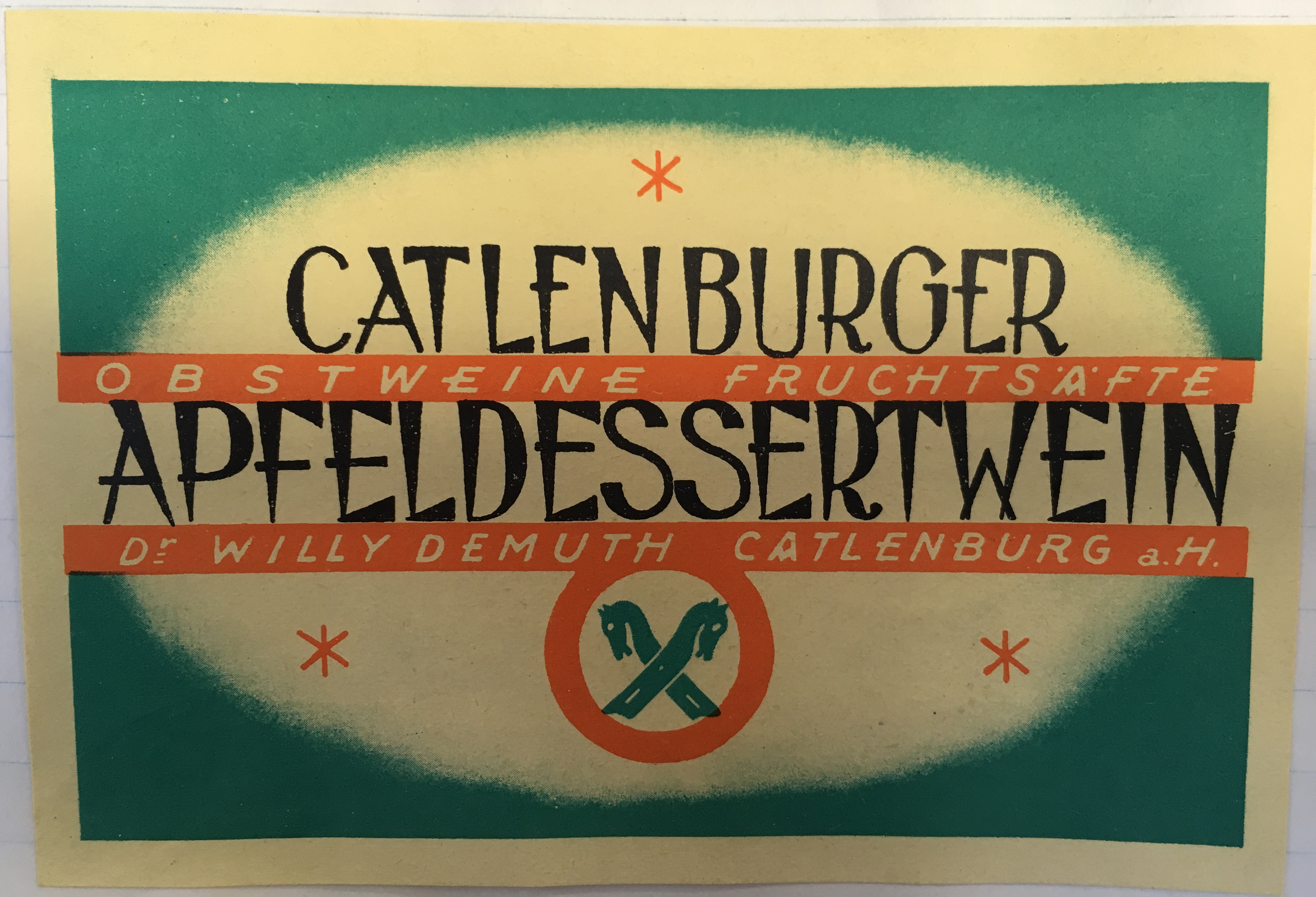
Etikett des Katlenburger Apfeldessertweins, ca. 1930
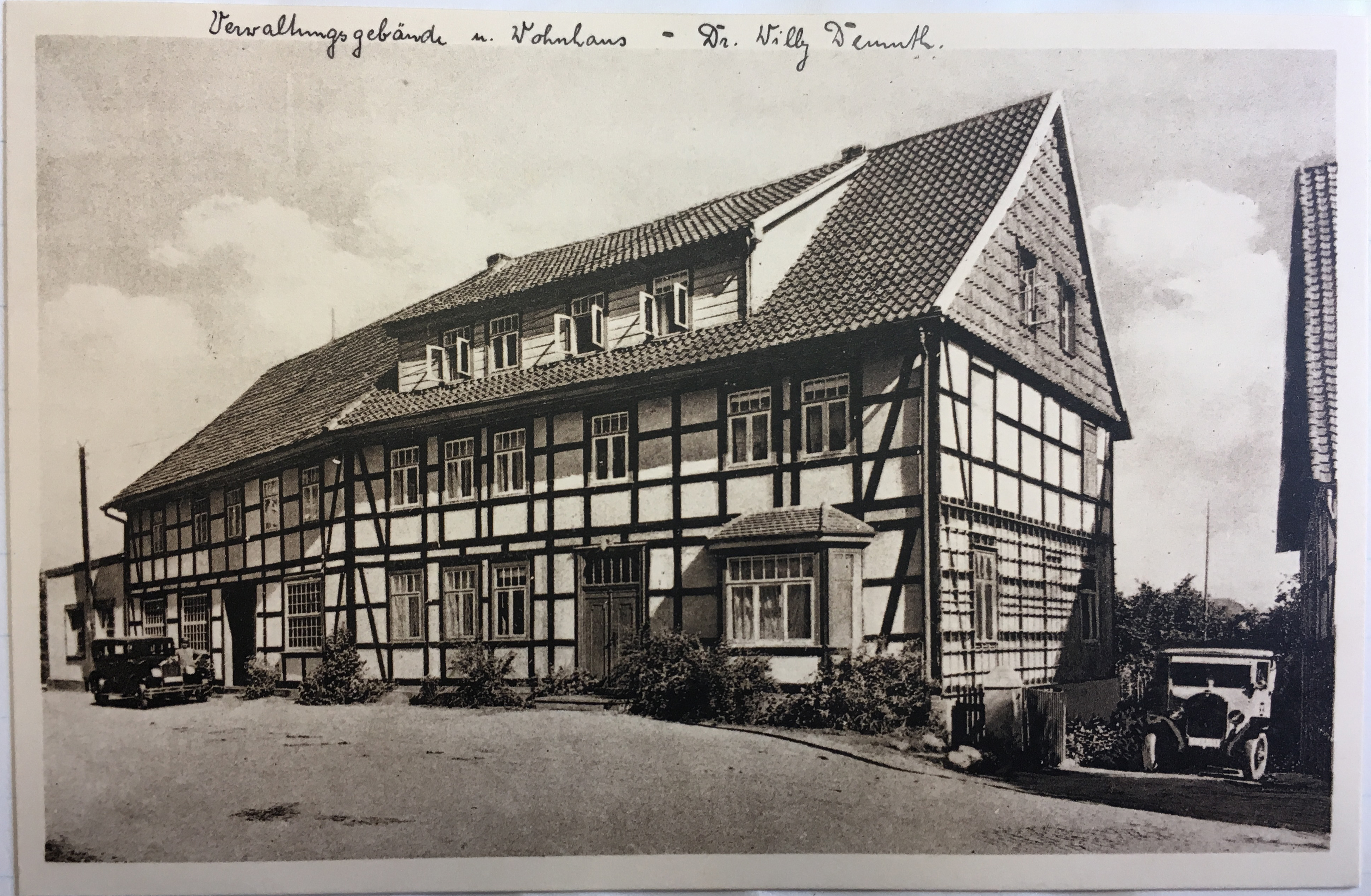
Katlenburger Stammhaus: Hier startete der Firmengründer das Unternehmen.
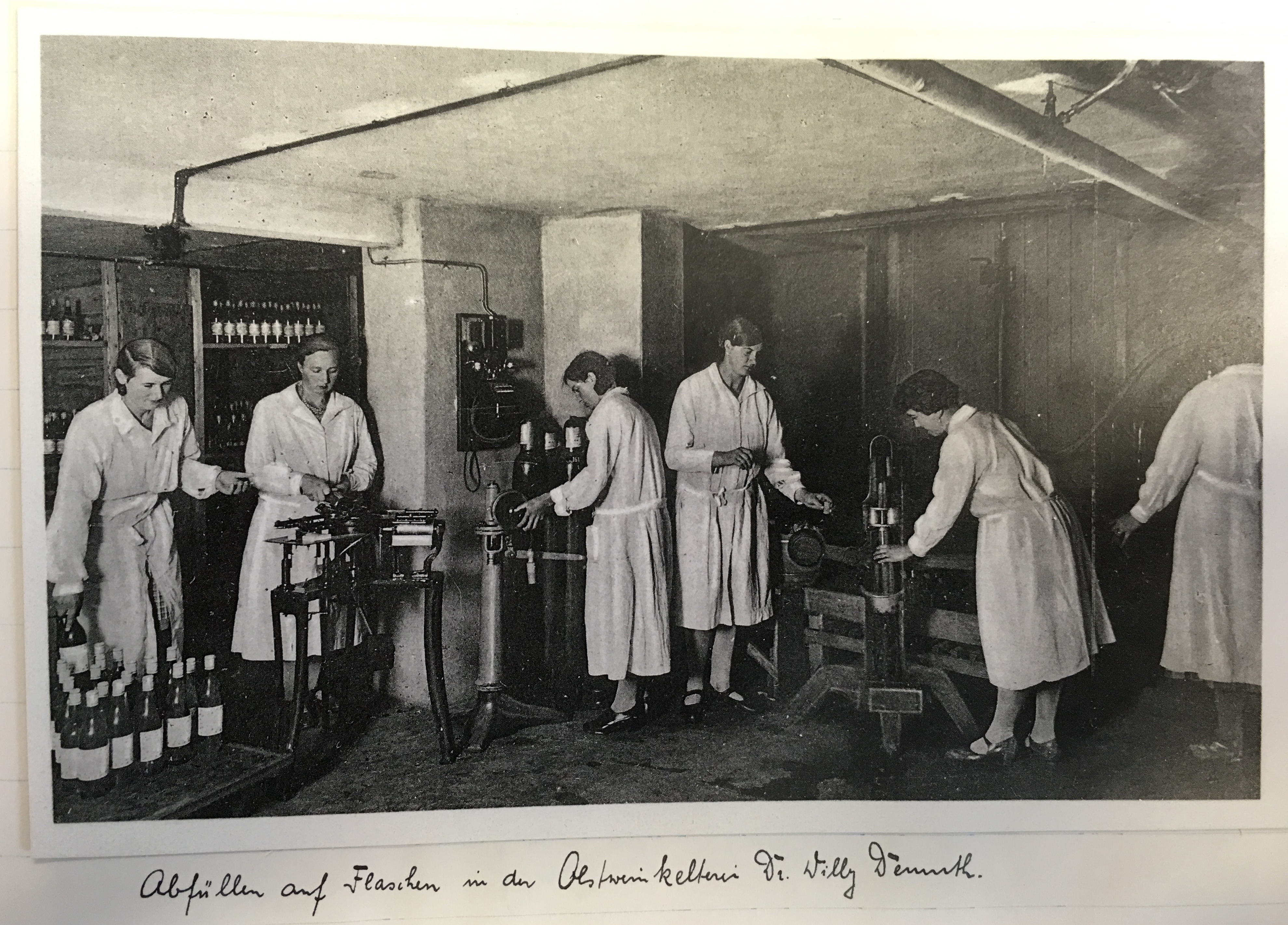
Historische Flaschenabfüllung bei Katlenburger, um 1930